# Лунна светлина (сериал)
„Лунна светлина“ (на корейски: 구르미 그린 달빛; на английски: Love in the Moonlight) е южнокорейски сериал, който се излъчва от 22 август до 18 октомври 2016 г. по KBS2. Това е история за съзряване и младежки романс, чието действие се развива през 19-ти век по време на династията Чосон. Базира се на романа „Лунна светлина, нарисувана от облаците“, който за първи път е сериализиран в „Навер“ през 2013 г. и впоследствие е издаден като поредица от пет книги през 2015 г.

## Сюжет
Сериалът разказва за израстването на престолонаследника И Йонг (Пак Бо Гом) от момче в почитан монарх и за необичайната му връзка с евнуха Хонг Ра Он (Ким Ю Чонг).

## Актьори
- Пак Бо Гом – И Йонг
- Ким Ю Чонг – Хонг Ра Он / Хонг Сам-ном

## В България
Премиерното излъчване на сериала започва на 20 декември 2021 г. по Би Ти Ви Лейди с разписание всеки делник от 21:00 с повторение от 13:30 и завършва на 12 януари 2022 г. На 2 юни започва повторно излъчване и завършва на 27 юни. Ролите се озвучават от Ирина Маринова, Тодор Георгиев, Радослав Рачев, Стефани Рачева и още един актьор. Дублажът е на Саунд Сити Студио.